# Ivanji Grad
Ivanji Grad – wieś w Słowenii, w gminie Komen. W 2018 roku liczyła 94 mieszkańców.